# Cymodusa combinator
Cymodusa combinator är en stekelart som först beskrevs av Aubert 1974.  Cymodusa combinator ingår i släktet Cymodusa och familjen brokparasitsteklar. Inga underarter finns listade i Catalogue of Life.